# Geneviève Savalette
Geneviève-Charlotte-Agnès Savalette (1735–1795), principalement connue comme la marquise de Gléon, est une dramaturge et actrice amateure active dans le théâtre de société du XVIIIe siècle.

## Biographie
Fille de Guillaume Savalette (?-1774), receveur général des fermes du Roi et citoyen noble de la ville de Perpignan et de Marie-Agnès Dher (1712-1790). À l'âge de 13 ans, elle épouse, le 7 septembre 1748 à Perpignan, un homme de 18 ans son aîné : Jean-Baptiste-François de Durban, Gléon (1717-?), marquis de Gléon, ministre adjoint à l'ambassade de Naples. Elle en a plusieurs enfants dont Louise-Joseph-Étiennette, Joseph, Marie-Anne (1753), Gabrielle (1756) et Charles (1758).
Dans sa jeunesse, elle fait partie de la cour du prince de Conti.
Intéressée par l'étude des langues étrangères, elle s'attache à faire connaître l'ancien théâtre espagnol. Elle introduit le public français à l’œuvre de William Shakespeare, notamment en jouant le rôle de Juliette dans le Roméo et Juliette, de François Jean de Chastellux, première adaptation française de la célèbre pièce du dramaturge anglais. Elle se produit à de nombreuses reprises au sein du théâtre de société de Charles-Pierre Savalette de Magnanville, qui loue le château de la Chevrette de 1764 à 1780. En 1769, Louis Petit de Bachaumont, qui assiste à une adaptation de Roméo et Juliette et aux Deux Orphelines de Savalette de Magnanville écrit que « Madame la marquise de Gléon, qui a la plus charmante figure joint un jeu décent, aisé et noble, et surpasse de beaucoup les tons maniérés et les allures factices de nos meilleures héroïnes du théâtre. »
L'homme de lettres Barthes de Marmorières évoque, dans un long poème où il l'assimile à Thalie, ses représentations de Zaïre et de La Chercheuse d'esprit à Narbonne, vers 1760.
À la suite d'ennuis de santé, elle se livre au mesmérisme et écrit des pièces de théâtre pour se délasser. Elle quitte Paris pour Hyères à l'automne 1785 puis s'installe à Marseille où elle réside en 1786. On y joue sa pièce L'Ascendant de la vertu, ou la Paysanne philosophe dans un théâtre public. En 1787, Cette pièce, ainsi que deux autres, La Fausse Sensibilité.et Le Nouvelliste provincial paraissent dans son Recueil de comédies nouvelles publié à l'incitation de ses amis.
Pendant la Révolution française, elle quitte la France et meurt en émigration en 1795 à Vicence, en Italie.

## Répertoire connu

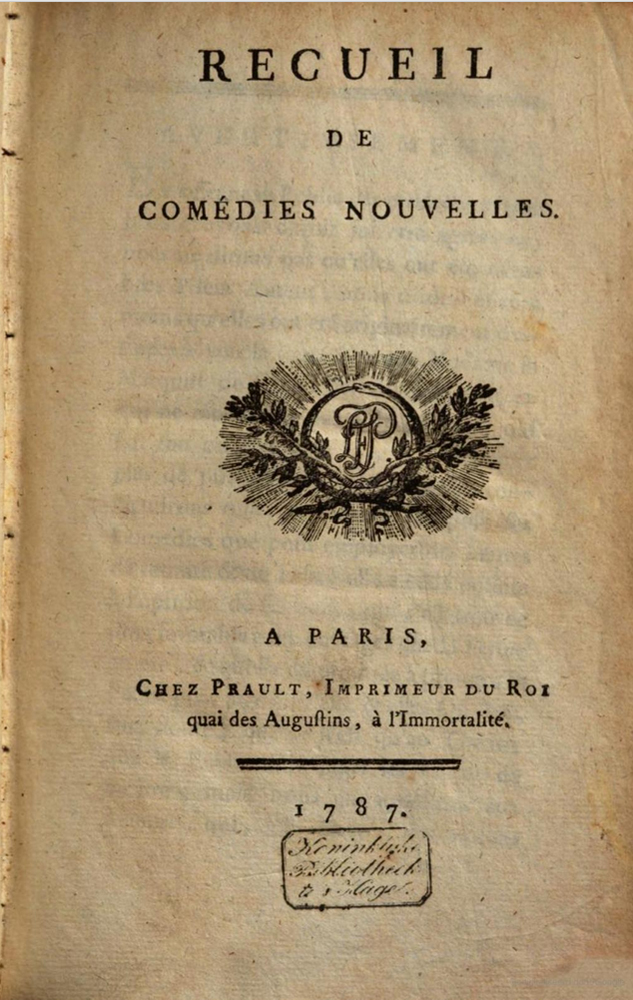
Recueil de comédies nouvelles de la marquise de Gléon, publié en 1787.

- Zaïre[7] - pièce de Voltaire.
- La Chercheuse d'esprit[7] - Opéra comique de Charles-Simon Favart.
- Juliette dans Roméo et Juliette[4] - Adaptation de François-Jean de de Chastellux.
- La Gageure[10].
- La Veuve[11] - Comédie de Charles Collé.

## Œuvre
On connaît d'elle trois pièces qui ne nous sont pas parvenues :
- L'Américain - traduction libre de the West Indian[4],[10], pièce de Richard Cumberland.
- L'Enlèvement 1775[12]
- Henriette 1775[12].

Elle publie en 1787 un Recueil de comédies nouvelles comprenant trois autres pièces : 
- L'Ascendant de la vertu, ou la Paysanne philosophe. Comédie en cinq actes et en prose.
- La Fausse Sensibilité.
- Le Nouvelliste provincial. Comédie en un acte et en prose.

## Documents iconographiques
- Le Portrait de Madame la Marquise de Gléon, buste de Jean Baptiste Lemoyne, exposé au salon de 1765[13], décrit par Denis Diderot[14].
- Autoportrait de Mme de Savalette, marquise de Gléon. 1774, Pastel. Coll. du Musée des Beaux-Arts de Bernay[15].
- Mme la marquise de Gléon, née Savalette, vers 1760, dessin de Carmontelle. Coll. Musée Condé, Chantilly[16].
- Portrait of a Lady (Madame de Gléon?), huile sur toile par Jean-Baptiste Greuze . Coll. National Gallery[17].